# Xanthocercis
Genre
Classification phylogénétique
Xanthocercis est un genre de plantes à fleurs dicotylédones de la famille des Fabaceae, sous-famille des Faboideae, originaire d'Afrique, qui compte trois espèces acceptées.
Les plantes de ce genre accumulent dans leurs feuilles de l'acide hydroxypipécolique et des iminosucres.

## Liste d'espèces
Selon The Plant List (25 septembre 2018) :
- Xanthocercis madagascariensis Baill.
- Xanthocercis rabiensis Maesen
- Xanthocercis zambesiaca (Baker) Dumaz-le-Grand